# Aleksandr Volkov (voleibolista)
Aleksandr Aleksandrovich Volkov (em russo:  Александр Александрович Волков; Moscou, 14 de fevereiro de 1985) é um jogador de voleibol russo, campeão olímpico em 2012.

## Carreira
Com o Dínamo de Moscou ele ganhou a medalha de bronze na Liga dos Campeões de 2006-07 e foi eleito o "Melhor Bloqueador" do Final Four.
Pelo Zenit Kazan foi campeão da Liga dos Campeões de 2011-12, da Superliga Russa e medalhista de bronze no Mundial de Clubes.
Volkov competiu nos Jogos Olímpicos de Verão de 2008, quando a Rússia conquistou a medalha de bronze, e nos Jogos Olímpicos de 2012, onde obteve o ouro.
Em 2016, representou seu país nos Jogos Olímpicos de Verão no Rio de Janeiro, que ficou em quarto lugar.

## Clubes
- Dínamo de Moscovo (2002–2004; 2005–2010; 2017)
- Luch Moscou (2004–2005)
- Bre Banca Lannutti Cuneo (2010–2011)
- Zenit Kazan (2011–2015)
- Ural Ufa (2015–2016)
- Gazprom-Ugra Surgut (2016)
- Zenit Kazan (2017–)

## Prêmios

### Individuais
- Melhor Atacante da Copa Russa (2006)
- Melhor Bloqueador da Liga de Campeões da CEV de 2006-07
- Melhor Bloqueador da Copa Russa (2008)
- Melhor Atacante do Campeonato Europeu(2009)